# Kunst im öffentlichen Raum in Göllheim
Diese Seite gibt einen Überblick über die Kunst im öffentlichen Raum in Göllheim. Die Liste erhebt keinen Anspruch auf Vollständigkeit.

## Skulpturen
1986 wurden die Göllheimer Symbolfiguren aufgestellt. Die drei Skulpturen von Theo Rörig stellen den Nachtwächter, den Gemeindediener und den örtlichen Gänsehirten dar.
Das Bildhauersymposium 2007 stand unter dem Motto „Blickachsen“. Dabei wurden Skulpturen im alten Ortskern so positioniert, dass sie miteinander im Dialog stehen. Hier aufgeführt sind auch Skulpturen, die nicht Teil des Symposiums waren.

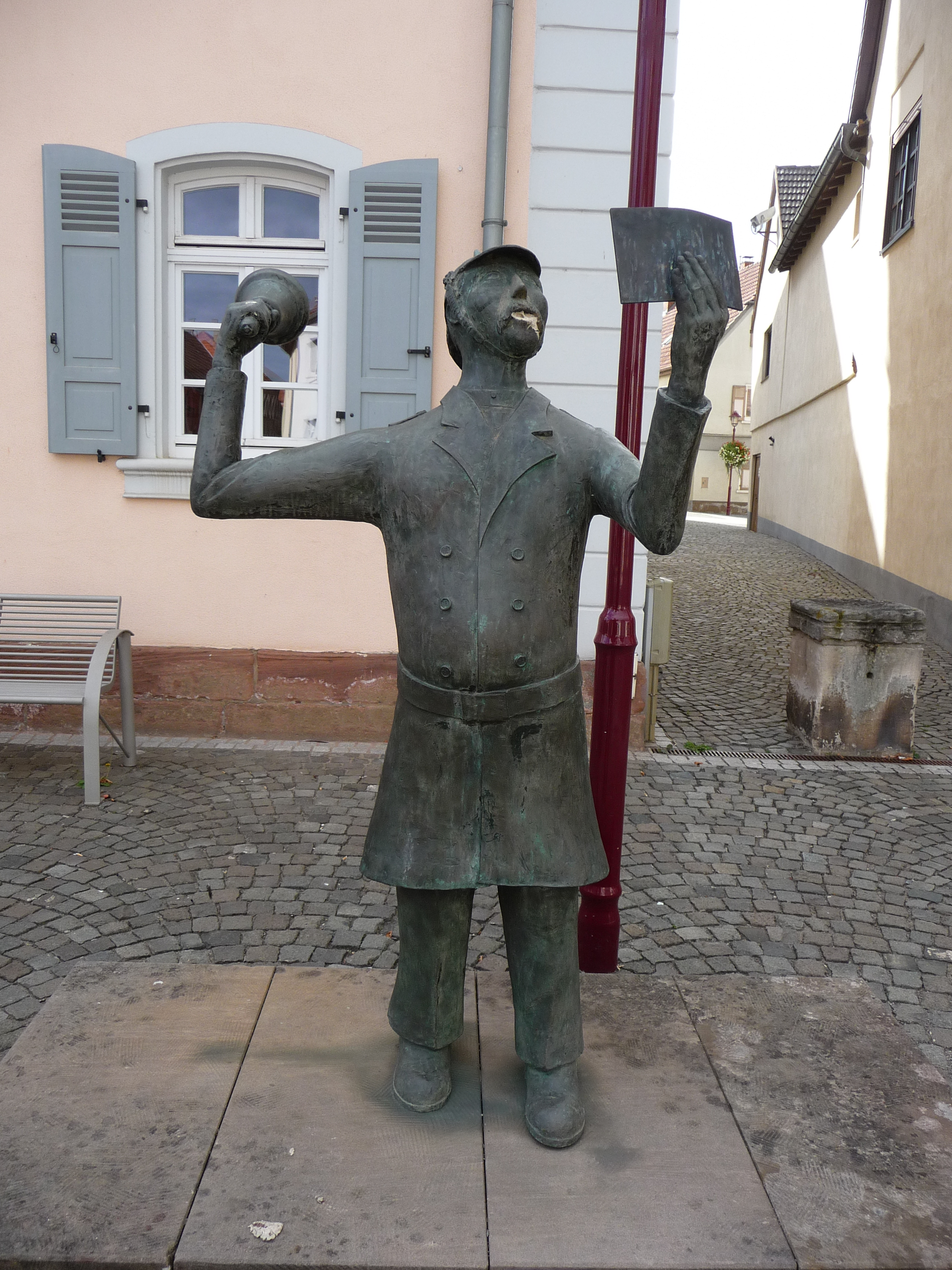
„Polizei- und Gemeindediener“ von Theo Rörig
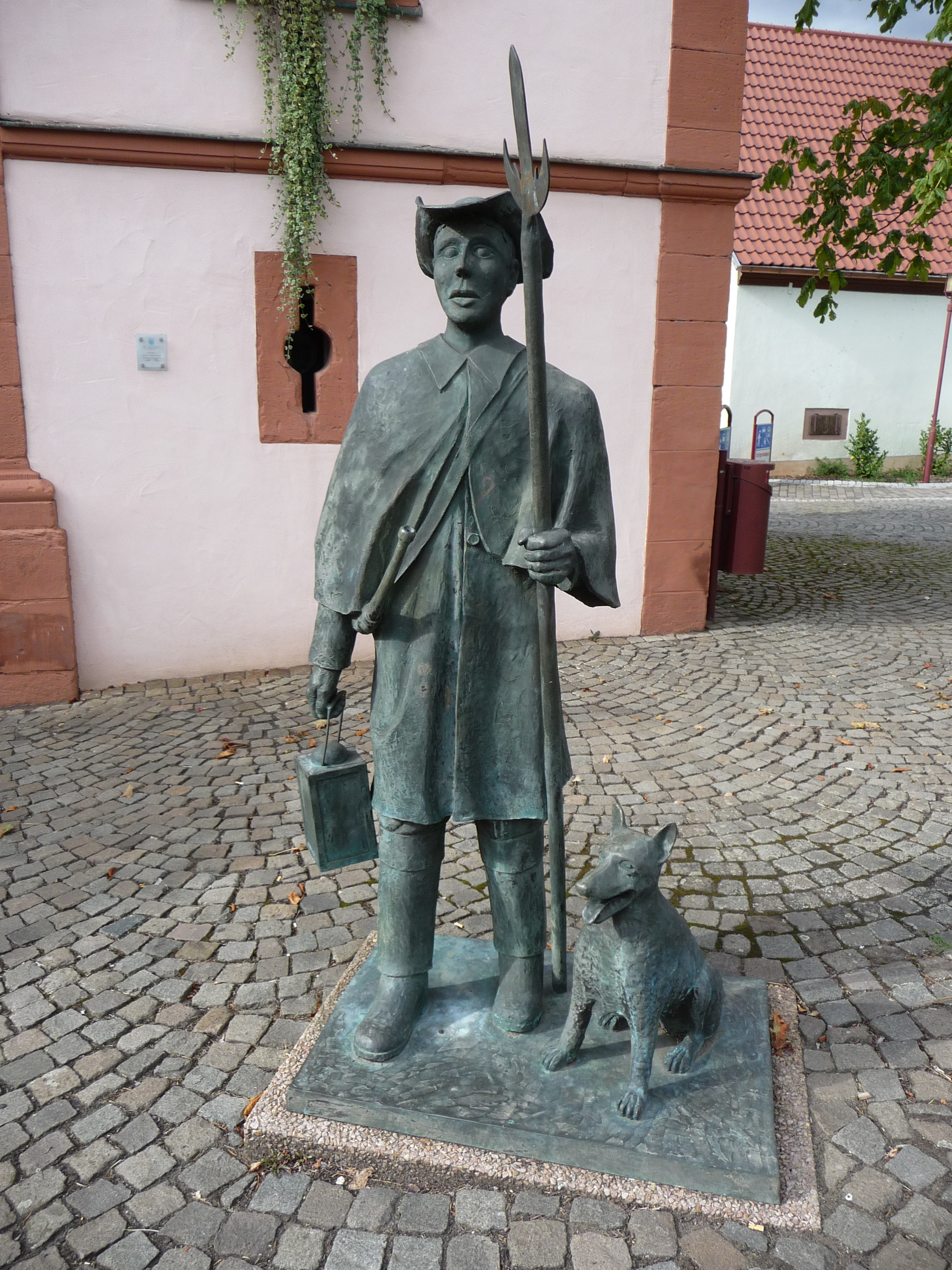
„Nachtwächter mit Hund“ von Theo Rörig
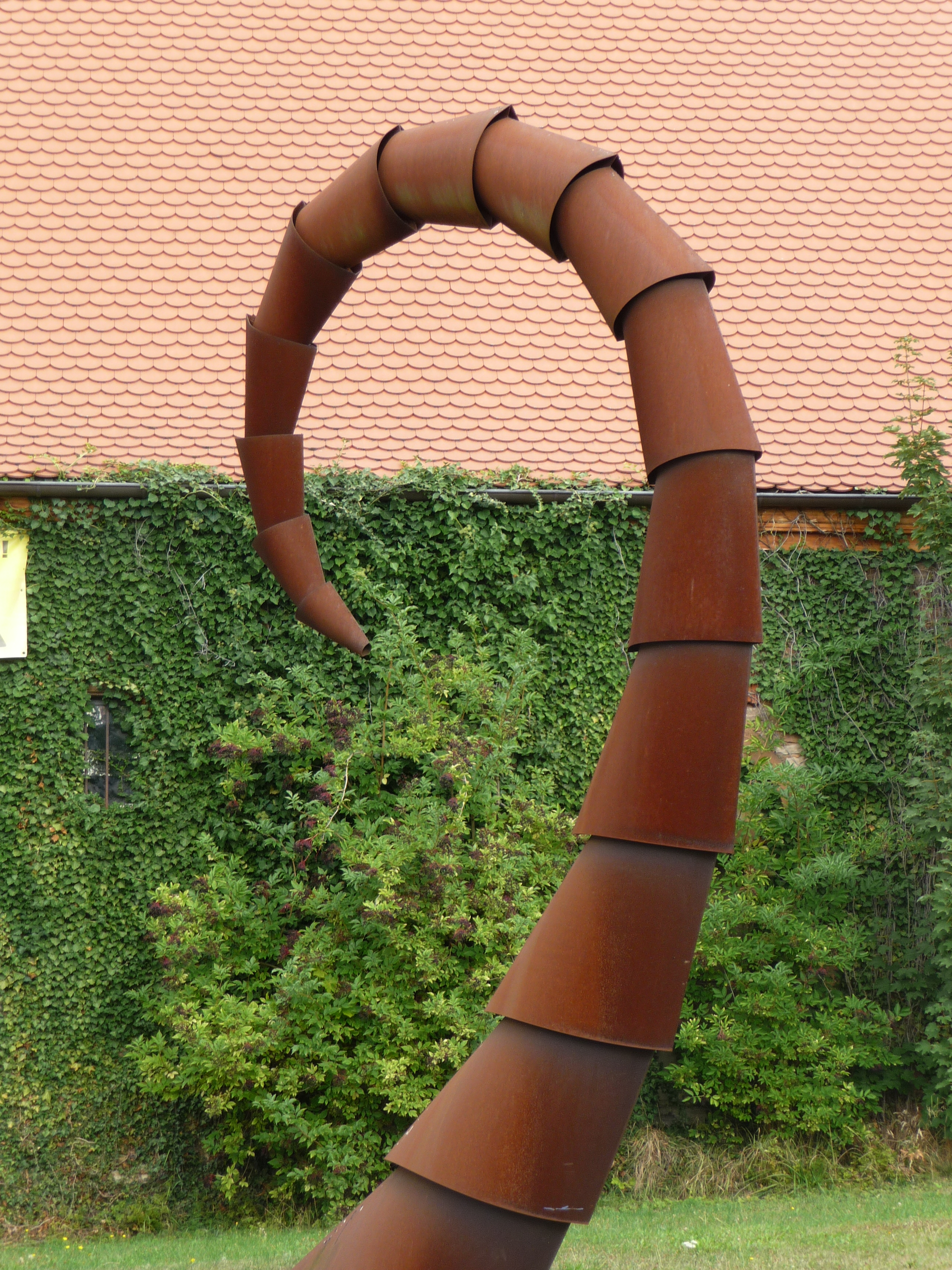
„Sproß“ von Rüdiger Krenkel
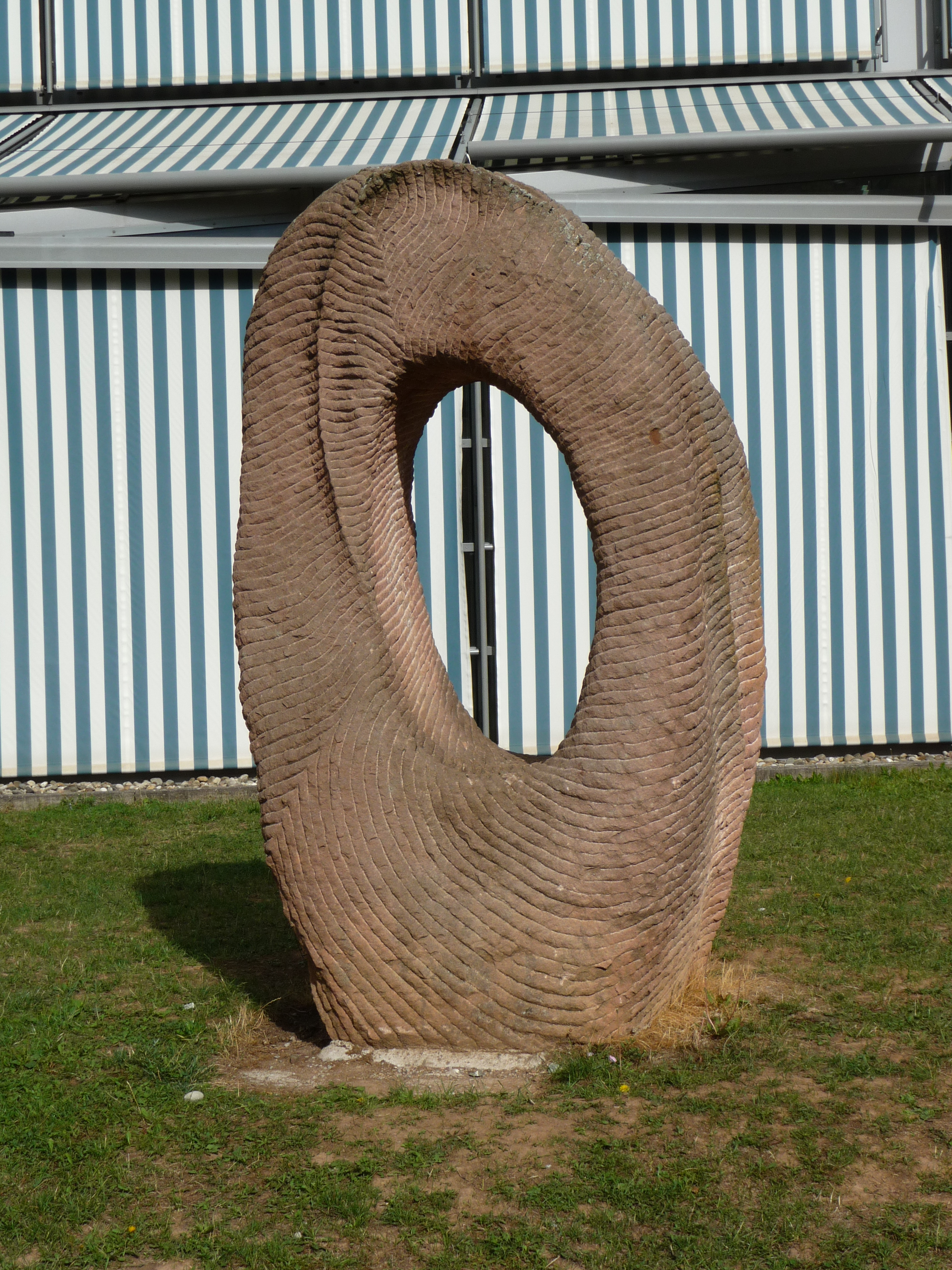
„Aufbruch“ von Uta Schade
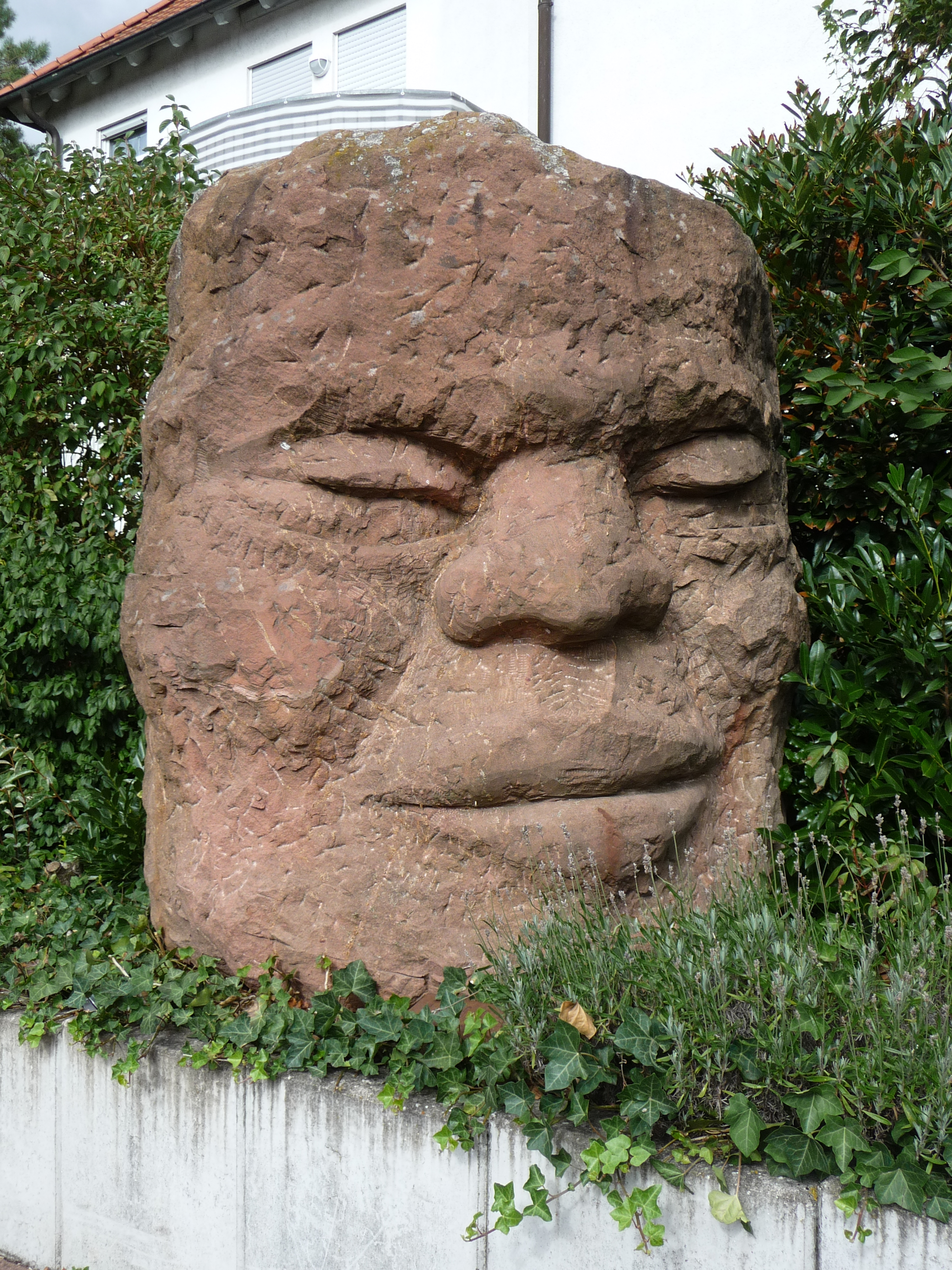
„Weltengesicht“ von Uli Lamp
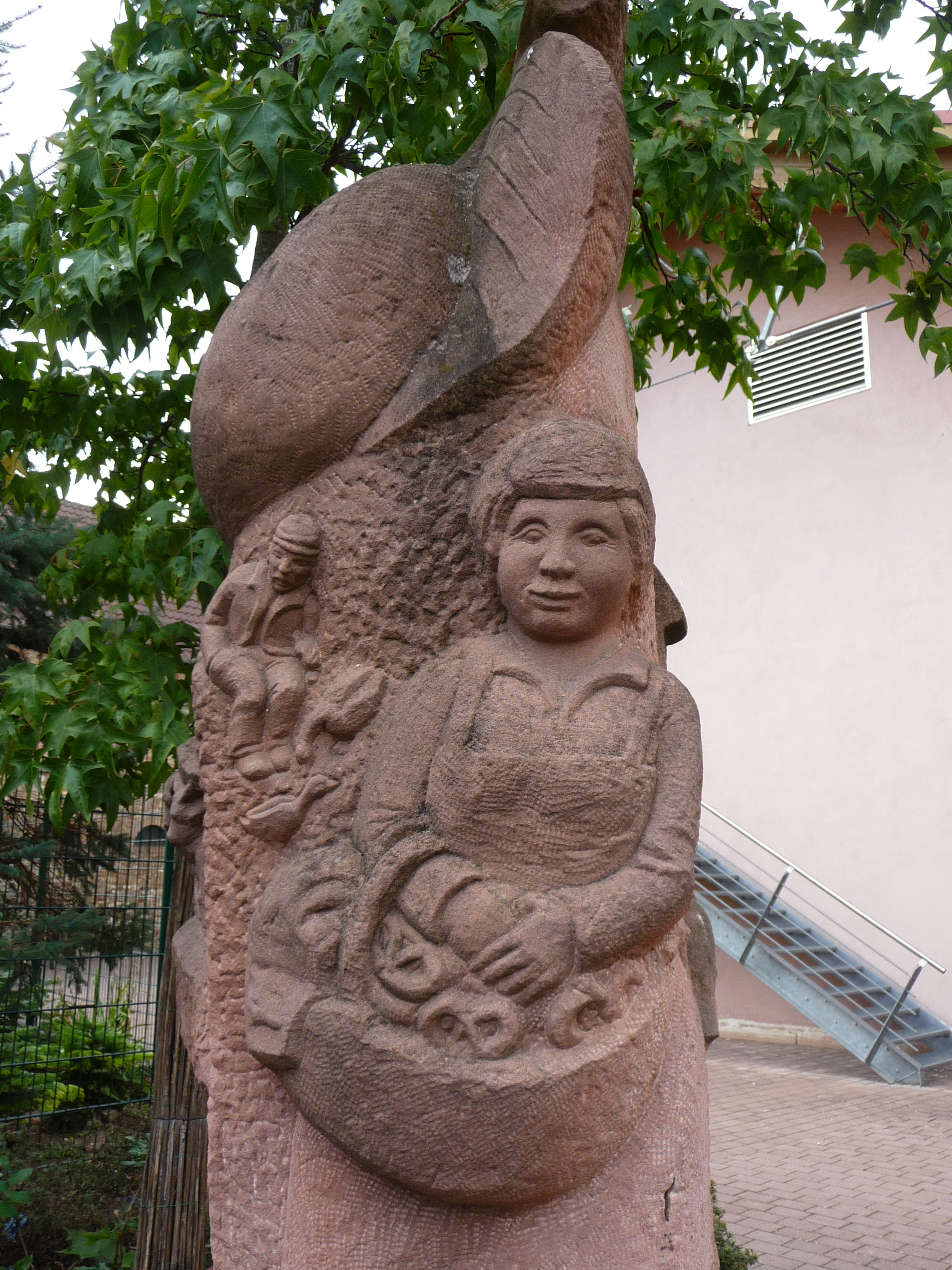
„Kaleidoskop der Erinnerungen“ von Bruno Weygand
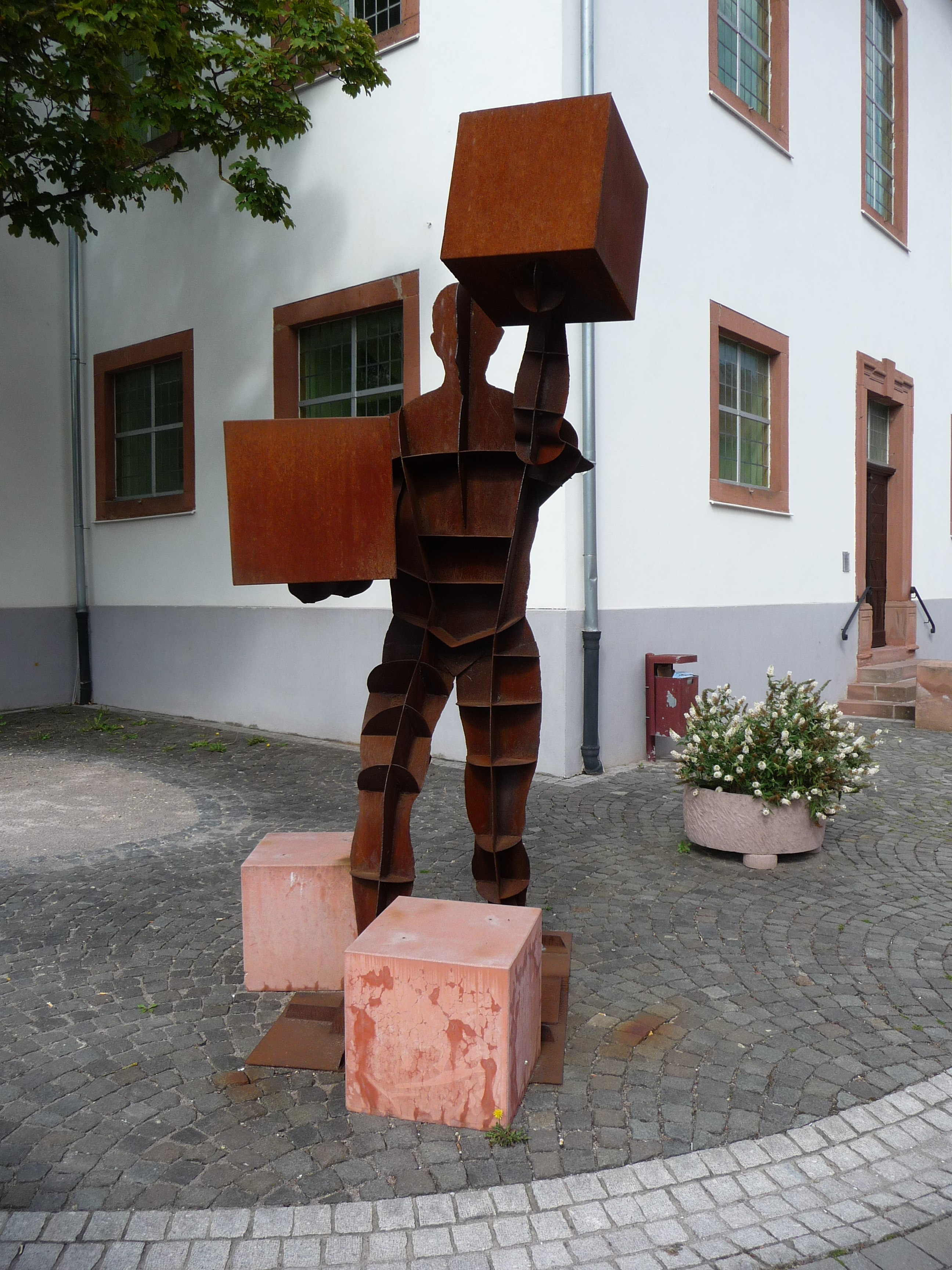
„Jongleur“ von Uli Lamp
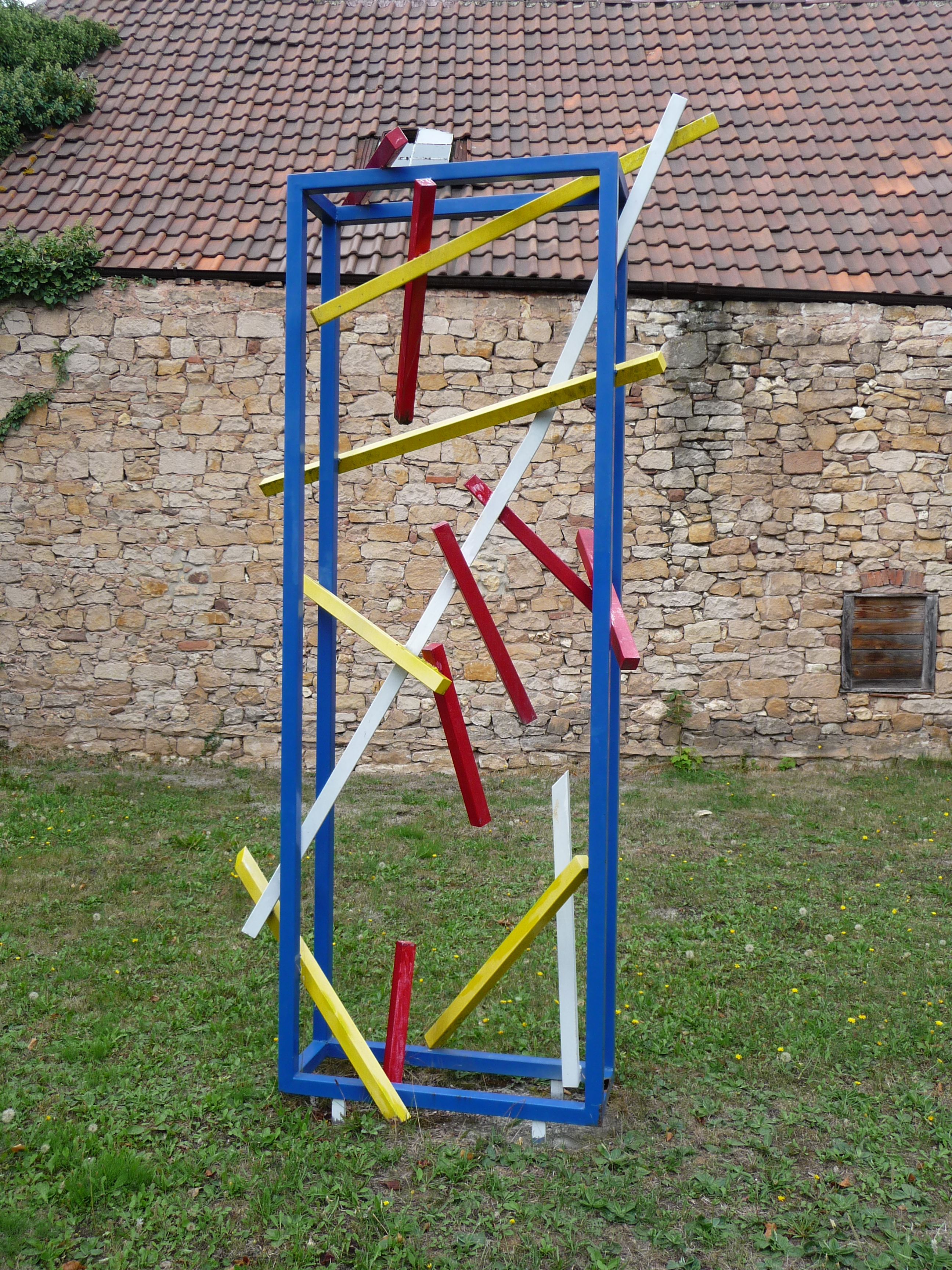
„Roter Rahmen“ von Motz Tietze
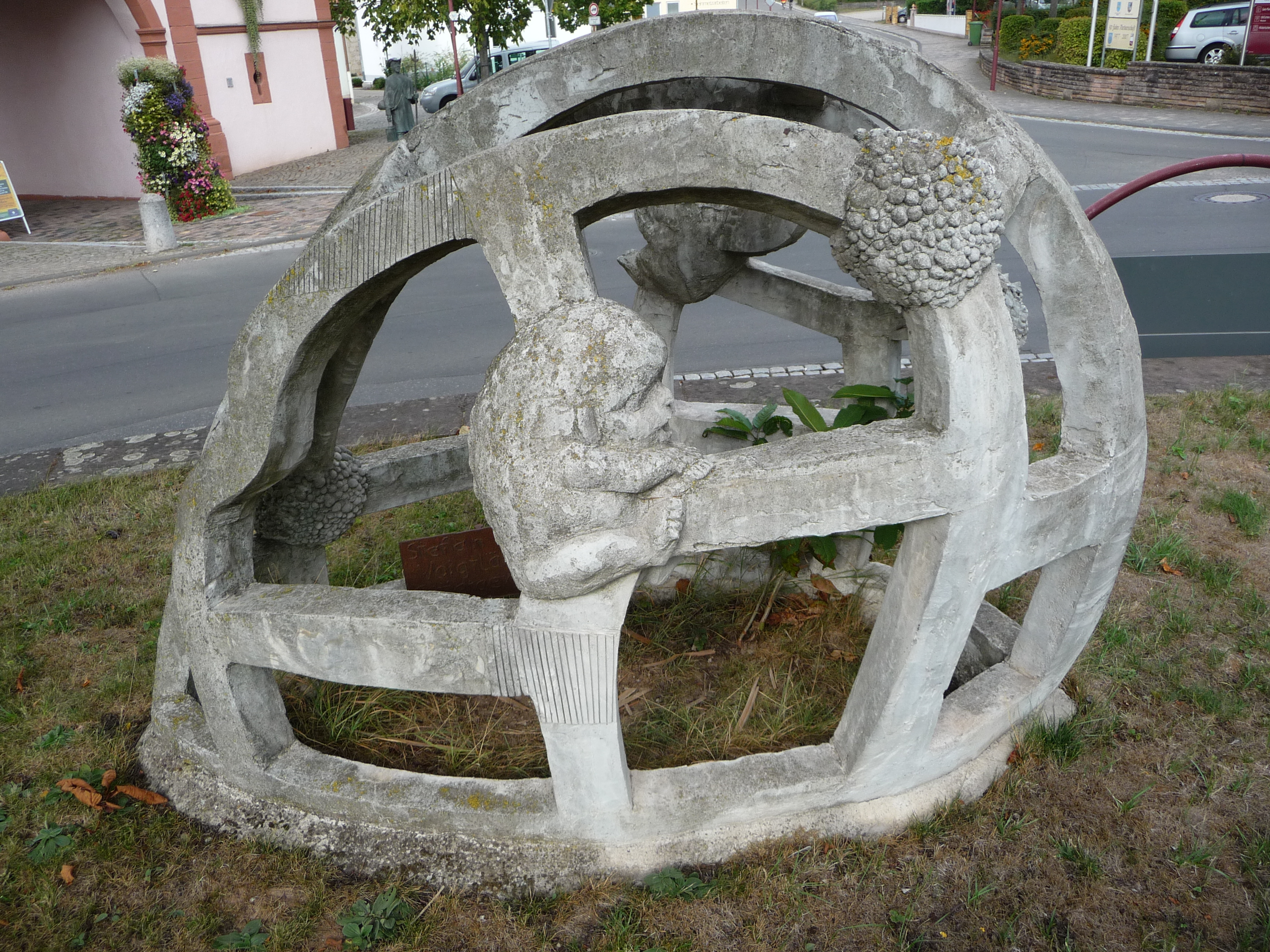
„Göttergewächse“ von Stephan Voigtländer
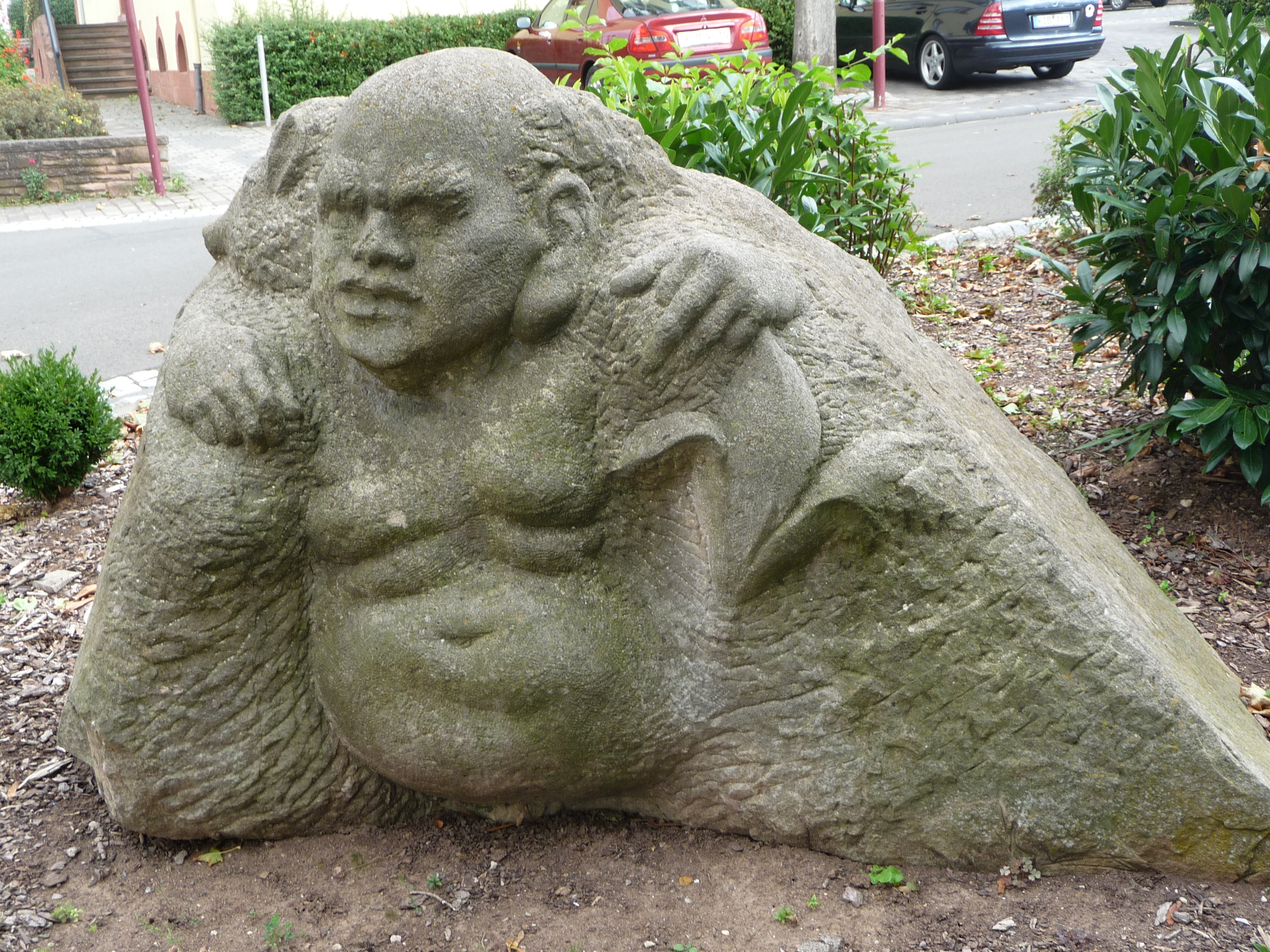
„Donnersberger Netsuke“ von Wolfgang Seipenbusch
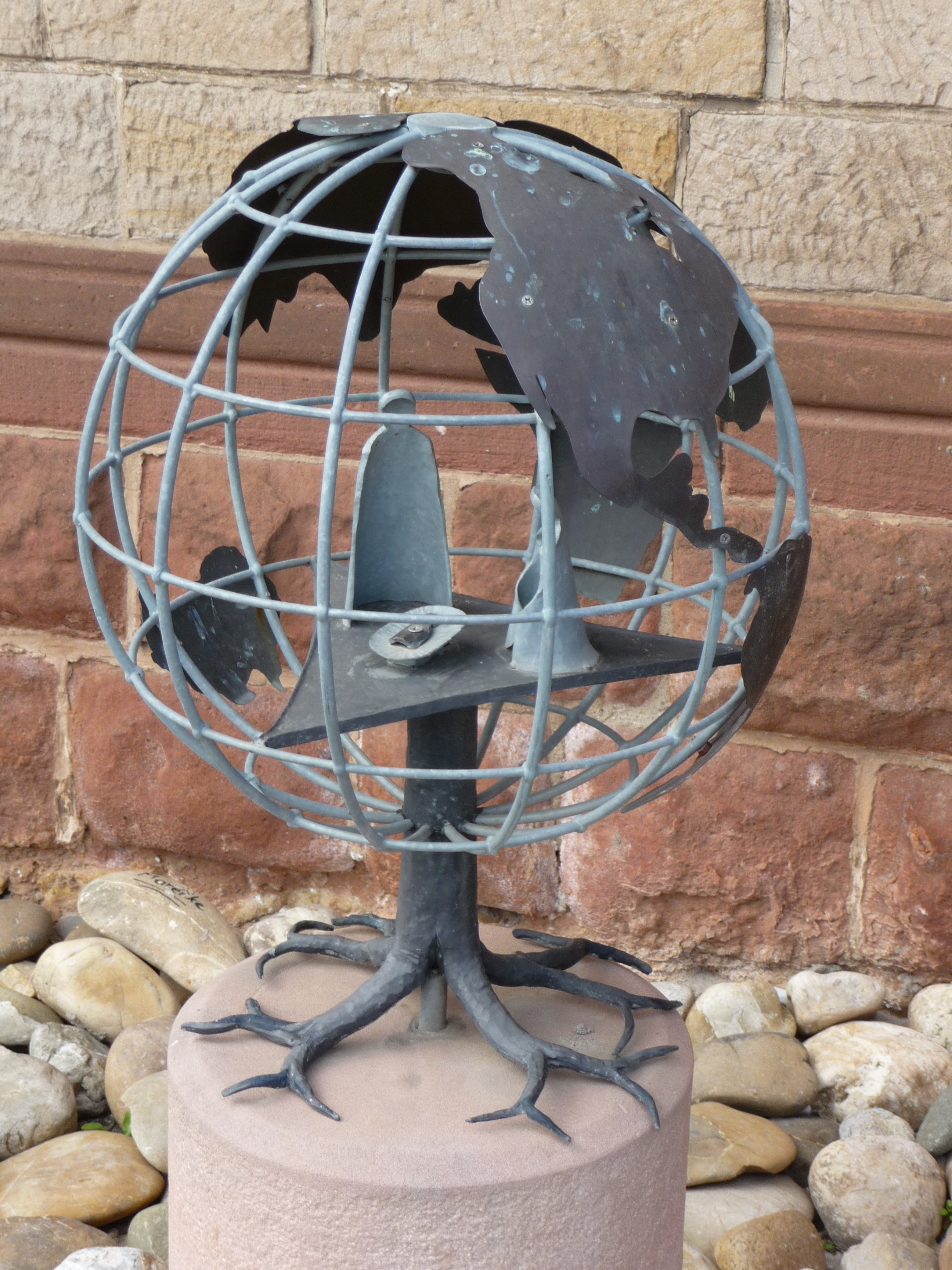
„Erschaffung der Welt“ am Bibelgarten der katholischen Kirche